# Invasió de l'Iraq de 2003
La Invasió de l'Iraq (també anomenada Guerra de l'Iraq, Segona Guerra del Golf o Tercera Guerra del Golf) fou la invasió militar de l'Iraq duta a terme per part una coalició de països liderats pels Estats Units que va causar la caiguda del govern de Saddam Hussein i va suposar l'ocupació de l'Iraq per part de tropes nord-americanes i de la coalició la primavera de l'any 2003 en el marc de l'operació guerra contra el terrorisme encapçalada per l'administració Bush. Tot i que reeixida a l'hora de desmantellar el règim autocràtic de Hussein, els aliats obtingueren una victòria pírrica que desembocà de retruc a la guerra civil iraquiana (2014-2017) i contribuí a empitjorar la ja delicada estabilitat política regional.

## Antecedents

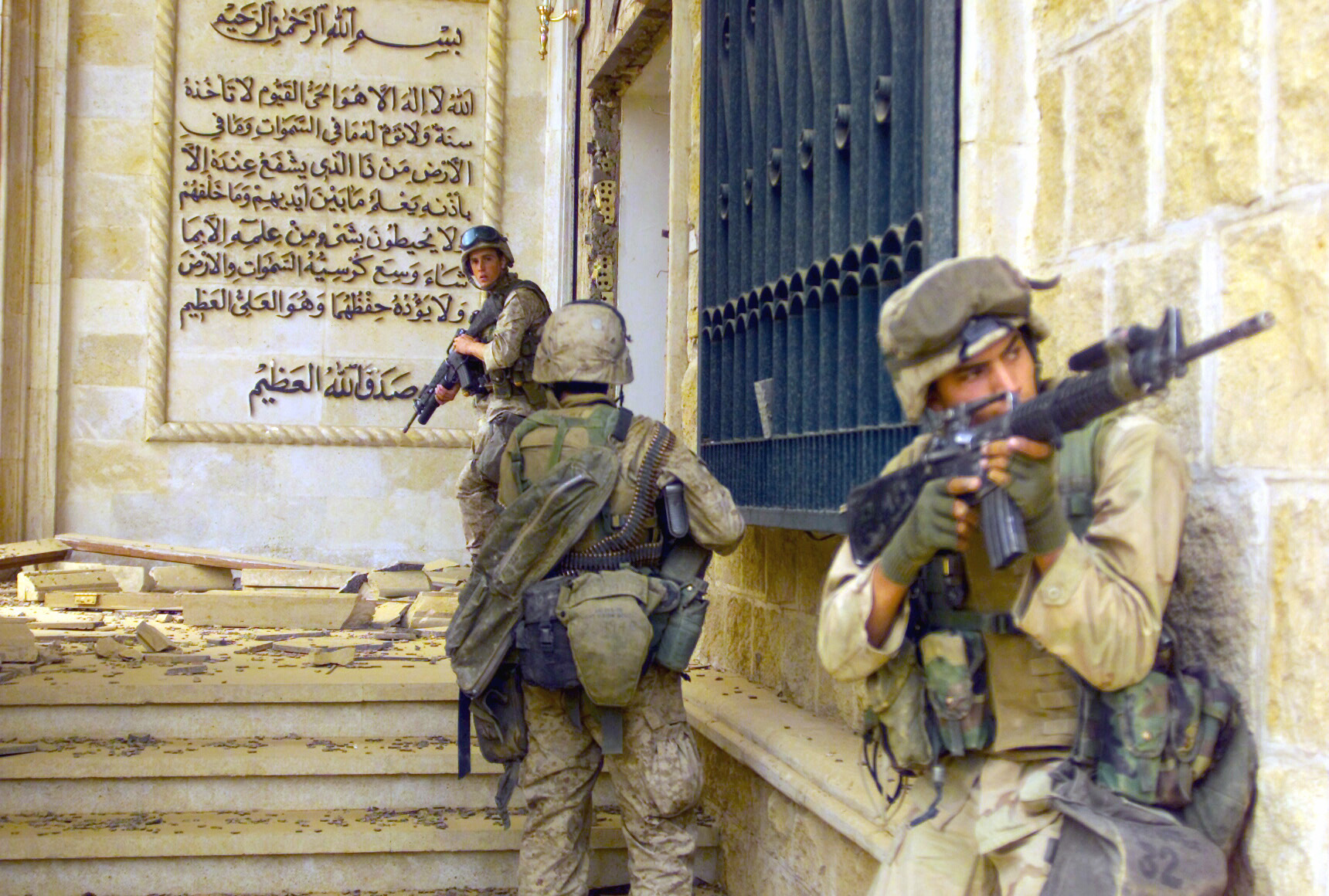
Un grup de marines dels Estats Units a punt per ocupar un dels palaus de Bagdad el 9 d'abril de 2003.

### La invasió de Kuwait
El 2 d'agost de 1990, tropes iraquianes envaïen Kuwait amb vehicles armats i infanteria, al·legant que la política petroliera de Kuwait amenaçava l'economia iraquiana. El 16 de gener de 1991, una força internacional liderada per Estats Units i sota mandat de l'ONU va atacar a l'exèrcit invasor iniciant el que es coneix com la Guerra del Golf. L'exèrcit iraquià no va aguantar militarment i el 28 de febrer d'aquest mateix any, es va rendir, retirant-se de Kuwait.
A partir d'aquest moment, l'Organització de Nacions Unides, a través del Consell de Seguretat, va imposar una sèrie d'obligacions a L'Iraq, entre elles la de l'acceptació incondicional de la destrucció de les seves armes químiques, biològiques i míssils balístics de llarg abast, sota supervisió internacional. A més, va establir un embargament econòmic per pressionar el país, embargament que, segons algunes fonts, hauria causat indirectament la mort de desenes de milers de ciutadans iraquians.
El règim de Saddam Hussein es va resistir a col·laborar activament amb els inspectors de l'ONU, a despit de les conseqüències de l'embargament sobre la població civil, i dels intermitents bombardejos als quals el país era sotmès pels exèrcits britànic i estatunidenc.

### Sancions internacionals i inspeccions
El 15 d'agost de 1991, el Consell de Seguretat aprova la Resolució 706, flexibilitzant l'embargament i permetent que l'Iraq exporti petroli els beneficis del qual estarien destinats a la compra d'aliments, medicines i altres matèries essencials. Aquest programa, econòmicament administrat per l'ONU, va ser conegut popularment com a "petroli per aliments" i es va fer oficial el 14 d'abril de 1995 amb una nova resolució
Entre 1991 i 1998 la Comissió de Verificació i Inspecció de les Nacions Unides (UNMOVIC) treballa en territori iraquià verificant el compliment de les resolucions de les Nacions Unides, en especial pel que fa a l'eliminació d'armes de destrucció massiva i a la no proliferació en la construcció de nou armament. Després d'una crisi diplomàtica amb acusacions creuades de manca de col·laboració entre l'ONU i el govern iraquià, la primera retira els seus inspectors del país.

### Acusacions del govern nord-americà
Després de la invasió de l'Afganistan de 2001, el president dels Estats Units George W. Bush va situar a L'Iraq dins del que va anomenar "eix del mal", acusant al govern de l'Iraq de mantenir una gran quantitat d'armes de destrucció massiva, de tenir vincles amb Al Qaeda, i de ser un perill imminent per a la humanitat. Acusacions que van anar fortament contestades per alguns polítics, ciutadans i experts que s'oposaven als plans d'invasió de L'Iraq.
El 29 de novembre de 2001 les Nacions Unides aproven la llista d'istal·lacions que consideren que ha de ser investigada per l'UNMOVIC, el seu procediment d'anàlisi, i fixen el 30 de maig de 2002 com la data en la qual es començaria a aplicar aquest sistema, en cas que l'Iraq accepti el retorn dels inspectors. Així mateix se subratlla l'obligació de L'Iraq de cooperar amb l'aplicació de les resolucions.

### El retorn dels inspectors de l'UNMOVIC

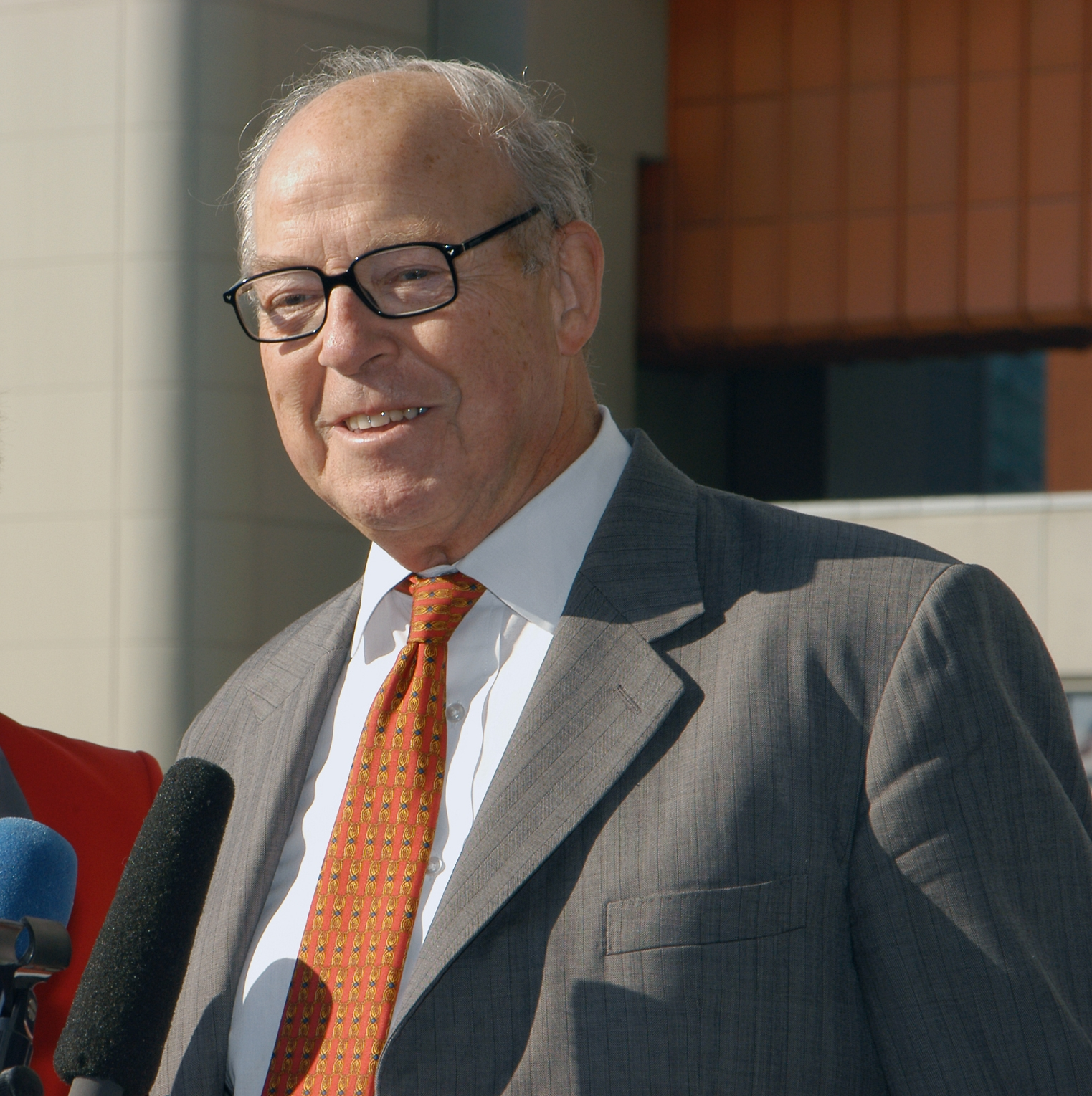
Hans Blix, cap de la missió d'inspectors UNMOVIC de l'ONU.

A la important resolució 1441, aprovada a la sessió del Consell de Seguretat de l'ONU celebrada el 8 de novembre de 2002, s'indicava l'amenaça que l'incompliment de les resolucions i la proliferació d'armes de destrucció massiva i míssils de gran abast plantejaven per a la pau i seguretat internacionals. Recordava que havia autoritzat als Estats membres de l'ONU que utilitzessin tots els mitjans necessaris per a fer valer i dur a la pràctica les resolucions pertinents. Recordava també que es van imposar a L'Iraq una sèrie d'obligacions que no havia complert, que no havia presentat una declaració sobre els aspectes dels seus programes de desenvolupament d'armes de destrucció en massa i míssils balístics de gran abast, i que havia obstaculitzat de forma reiterada les labors dels inspectors, així com que, a partir de 1998 havia posat fi a qualsevol tipus de cooperació amb ells.
El Consell deplorava que L'Iraq no hagués complert els seus compromisos respecte al terrorisme, de posar fi a la repressió de la seva població civil i recordava que l'alto al foc de la Guerra del Golf estava subordinat al fet que Iraq acceptés les disposicions i les obligacions de la resolució. Acabava la seva resolució advertint novament a L'Iraq que, si continua infringint les seves obligacions, s'exposaria a greus conseqüències.
Cinc dies després de la resolució, el 13 de novembre de 2002 el govern iraquià comunica oficialment al Secretari General de l'ONU, Kofi Annan, que accepta, sense condicions, reprendre les inspeccions i el contingut de la resolució.
El 18 de novembre els primers 30 inspectors de la Comissió de Verificació i Inspecció de les Nacions Unides (UNMOVIC) arriben a l'Iraq dirigits pel cap de la missió, el diplomàtic suec Hans Blix, i acompanyats pel director de l'Agència Internacional de l'Energia Atòmica, l'egipci Mohamed al-Baradei, per comprovar si realment l'Iraq posseeix armes de destrucció massiva.
Tanmateix, el president dels Estats Units accelera els preparatius militars i continua afirmant tenir proves fefaents que l'Iraq disposa d'armes de destrucció massiva. El 20 de desembre de 2002 el cap de la missió de la UNMOVIC, Hans Blix, demana als governs nord-americà i britànic que cessin en la seva retòrica bel·licista, i que en tot cas, comparteixin les proves de què diuen disposar. Fent cas omís a aquesta sol·licitud, l1 de gener de 2003 George W. Bush ordena el desplegament al Golf Pèrsic d'11.000 soldats entrenats per a combatre en el desert.

### L'UNMOVIC no troba armes de destrucció massiva

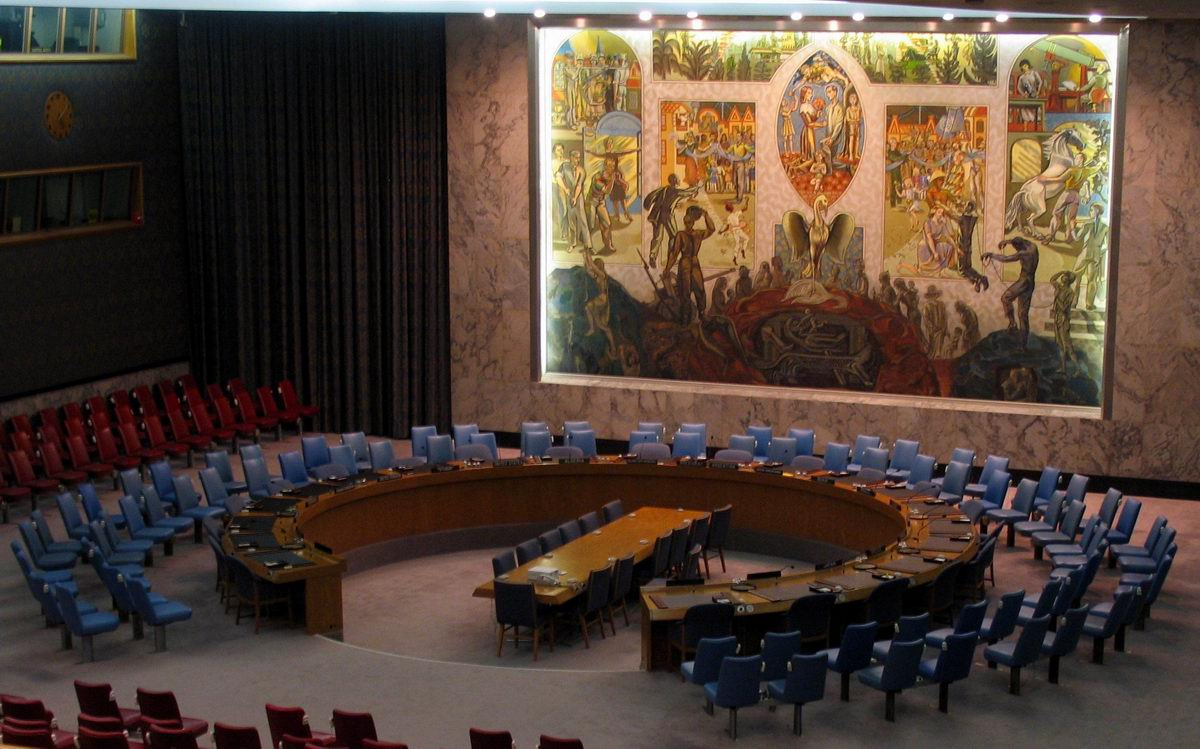
El 14 de febrer de 2003 Hans Blix informa novament al Consell de Seguretat que no s'han trobat proves

El 27 de gener de 2003 Hans Blix, presenta davant del Consell de Seguretat de les Nacions Unides l'informe sobre les investigacions dutes a terme per la UNMOVIC, i exposa que no s'ha localitzat cap prova de què Iraq disposi d'armes de destrucció massiva. En la mateixa línia s'expressa Mohamed el Baradei.
Ambdós demanen poder investigar durant més temps, i fan una doble petició: d'una banda demanen més transparència per part de les autoritats de l'Iraq, i d'altra banda, sol·liciten més col·laboració dels serveis d'intel·ligència dels països que afirmen, aparentment sense fonament, que l'Iraq disposa d'aquest tipus d'armes.
El Consell de seguretat prorroga les inspeccions fins al 14 de febrer. En aquest segon informe la UNMOVIC exposa novament que no s'han trobat proves que demostrin que l'Iraq posseeix armament prohibit per les resolucions internacionals; en conseqüència, el Consell de Seguretat continua sense autoritzar l'ús de la força per fer complir les resolucions, ja que, d'acord amb l'informe de l'UNMOVIC, aquestes s'estan complint.

### Mobilitzacions mundials contra la guerra
Article principal: Manifestacions mundials contra la guerra d'Iraq
Des de finals de 2002 i especialment durant el mesos previs a la invasió, multitud de col·lectius i organitzacions es mobilitzen de forma coordinada contra la possible guerra arreu del món. El Fòrum Social Mundial proposa el 15 de febrer com a data per una mobilització global.
L'acció més important s'esdevé el 15 de febrer de 2003. Milions de persones van sortir al carrer a centenars de ciutats d'arreu del món per oposar-se a la guerra. Existeix un ball de xifres molt important sobre el seguiment d'aquestes manifestacions, amb destacables diferències entre les xifres oficials i les indicades pels grups convocants. Tanmateix, tothom coincideix que es tracta de la mobilització mundial més important de la història.
Les manifestacions van tenir un especial seguiment en aquells països els governs dels quals s'estaven posicionant de forma favorable a la invasió, especialment a Europa. Les marxes més importants van tenir lloc a Roma, Barcelona, Madrid i Londres. Les diverses enquestes mostraven un rebuig generalitzat a la guerra, xifra que en alguns estats com Espanya arribava al 90% de la població.
S'ha considerat molts cops la ciutat de Barcelona com la capital de la pau durant aquell període: la manifestació del 15 de febrer va aplegar centenars de milers de persones (prop de 2 milions segons l'organització Aturem la Guerra), molts balcons, a més, onejaven banderes, llençols o pancartes en desacord a la guerra.

### Es forma la coalició invasora

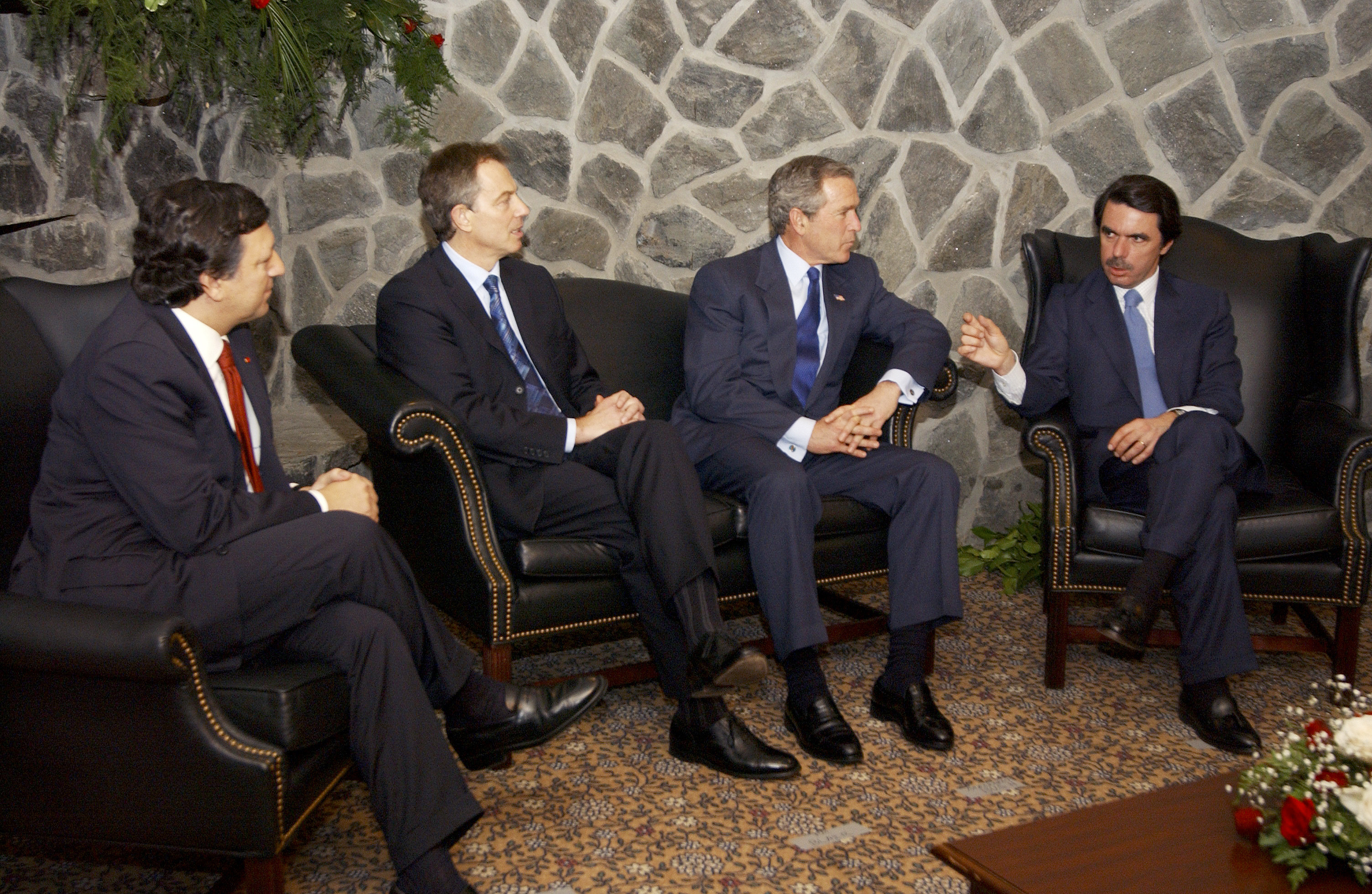
Barroso, Blair, Bush i Aznar a la Cimera de les Açores que va suposar el pas previ a la invasió d'Iraq el 2003

Després de pressionar al Consell de Seguretat de Nacions Unides, fins i tot amb la presentació de proves, algunes de les quals van resultar ser falses, perquè aprovés una resolució donant suport explícitament a la invasió, el president dels Estats Units, George Bush va recaptar el suport d'un grup de països per a formar una aliança que envaís l'Iraq i per a enderrocar el govern de Saddam Hussein.
Aquesta coalició, que va rebre el nom de Coalició de la voluntat, estava formada per països com els mateixos Estats Units, el Regne Unit, Espanya, Portugal, Itàlia, Polònia, Dinamarca, Austràlia i Hongria. Va rebre també el suport de la República Txeca, Eslovàquia, Eslovènia, els estats bàltics d'Estònia, Letònia i Lituània, les illes mediterrànies de Malta i Xipre; l'estat d'Israel i el de Kuwait.
Europa va estar dividida entre partidaris i detractors.
Així, França, Alemanya i Rússia van manifestar la seva total oposició a les mesures de força contra L'Iraq i van ser partidaris d'una sortida negociada a la crisi.
França, membre permanent del Consell de Seguretat, advocava per la continuïtat de la labor dels inspectors i va anunciar la seva intenció de vetar qualsevol document que legitimés l'atac. La mateixa posició, amb matisos, era defensada per la Xina i per Rússia, que també tenen dret de veto al Consell de Seguretat de les Nacions Unides.
Tanmateix, ignorant les immenses mobilitzacions ciutadanes contra la guerra, i prescindint del Consell de Seguretat de les Nacions Unides, el 16 de març de 2003 té lloc la Cimera de les Açores, on els presidents dels Estats Units, Regne Unit, Espanya i Portugal llancen un ultimàtum a l'Iraq perquè procedeixi al desarmament.

### La vulneració inicial del dret internacional
La guerra no va comptar amb el mandat exprés del Consell de Seguretat, pel que el Secretari General de les Nacions Unides, Kofi Annand, va expressar públicament que aquesta era il·legal.
Aquesta va ser també l'opinió sostinguda per la majoria dels experts en dret internacional.
Tanmateix, d'altres experts, van indicar que no era la primera vegada que s'actuava sense un mandat exprés de l'ONU, i van defensar la legalitat de la invasió.

## La invasió
El 20 de març de 2003 va començar la invasió de les tropes de la coalició sobre l'Iraq.

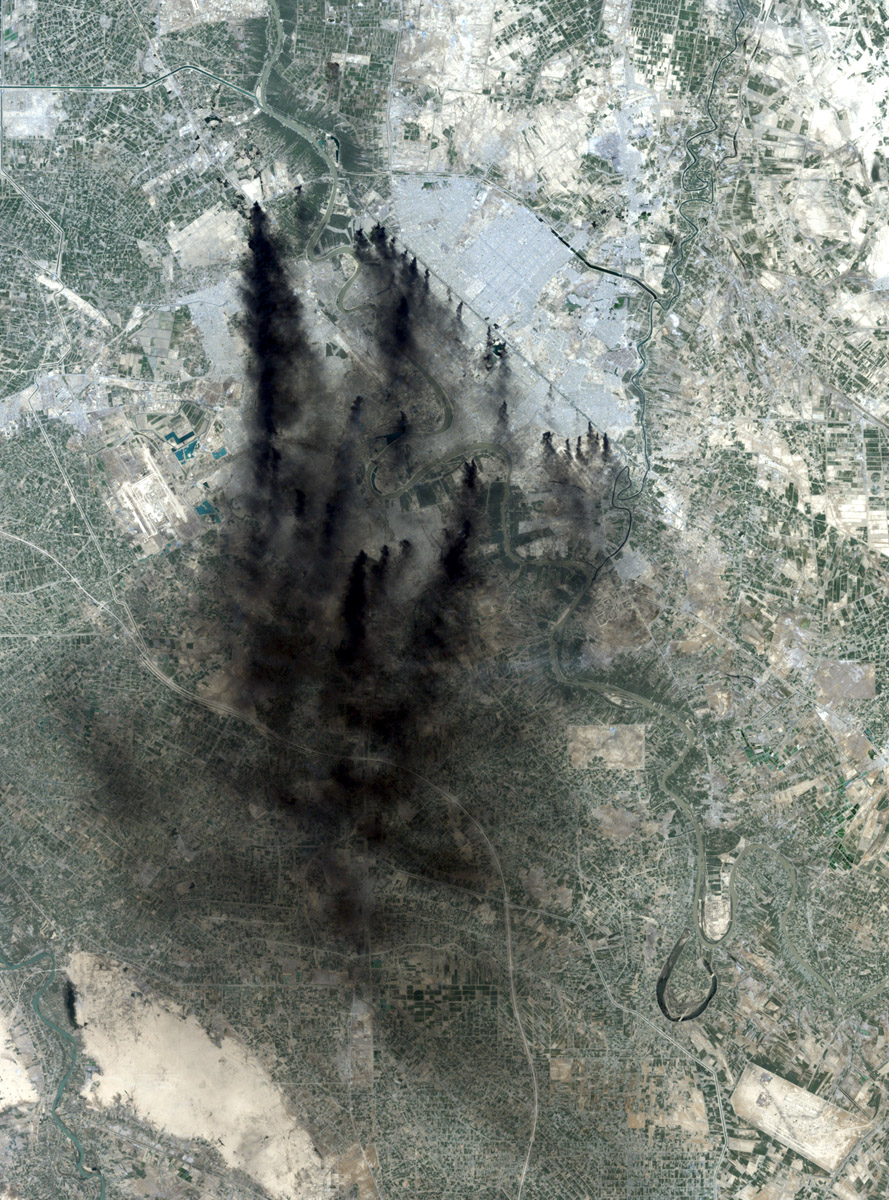
Imatge de Bagdad el 2 d'abril de 2003 presa pel satèl·lit Landsat 7 de la NASA

### Primers bombardeigs
Un contratemps va obligar a replantejar els plans d'invasió al negar-se el govern de Turquia a facilitar l'entrada de soldats nord-americans des del seu territori, el que hagués permès realitzar una ràpida maniobra en tenalles per a prendre Bagdad. Malgrat tot, forces especials van prendre contacte amb les milícies kurdes i es va planejar un atac coordinat dels guerrillers des del nord amb suport de tropes aerotransportades sempre que les operacions al sud marxessin segons el previst.
La guerra aèria va ser decisiva durant la invasió. L'aliança de britànics i nord-americans va començar la campanya aèria en 19 de març amb el bombardeig nocturn de míssils BGM-109 Tomahawk limitat a Bagdad. Uns dies més tard començà el bombardeig intensiu amb bombarders Boeing B-52 Stratofortress, Northrop Grumman B-2 Spirit i Lockheed F-117 Nighthawk, usant mecanismes de detecció de radar i el reconeixement aeri per localitzar les armes antiaèries iraquianes i usaven bombes bunker buster per penetrar i destruir búnquers subterranis, on es trobaven els centres de comandament i control iraquians.Aproximadament es van fer 14.000 sortides amb un cost d'un milió dòlars cadascun, i es van disparar amb 800 BGM-109 Tomahawk a objectius a l'Iraq des del 20 de març fins a mitjan abril de 2003, quan la gran part de la resistència iraquiana havia acabat.
Les forces de terra iraquianes no podrien desafiar seriosament les forces de terra americanes a causa de la supremacia aèria i es va endinsar en el desert una columna invasora nord-americana formada per nombrosos tancs M1 Abrams, vehicles de combat d'infanteria i helicòpters AH-64 Apache. Els Royal Marines britànics per la seva banda tenien com a objectiu principal la presa de Bàssora, la segona ciutat més poblada del país. Les tropes terrestres van trobar poca resistència, principalment concentrada a Umm Qasr port clau per a afermar l'entrada de tropes i subministraments. Els americans van avançar ràpid sense oposició destacable fins a l'arribada al pont de Nasiriyah, punt on l'exèrcit iraquià esperava detenir les forces invasores. Les baixes per a la coalició van ser aquí molt més importants arribant a superar la trentena de morts. De Nasirya van arribar les primeres imatges d'americans abatuts. Tot i el temps perdut en aquest punts, la resistència iraquiana aviat va ser doblegada i el llarg comboi invasor va prosseguir la seva travessia pel desert. En arribar als temuts anells defensius de la Guàrdia Republicana Iraquiana tot just es va trobar oposició destacable. Els atacants van prendre de seguida l'aeroport de Bagdad i després d'unes incursions de tempteig amb columnes de blindats a través dels seus carrers, van  optar per entrar en bloc i van prendre la capital la qual va caure sense cap resistència.
Abans de mitjan abril de 2003, les forces de britànics i nord-americans controlaven totes les ciutats importants de l'Iraq i els jaciments petrolífers.

### Les Nacions Unides reconeixen l'autoritat ocupant
El 22 de maig de 2003, dos mesos després de la invasió, el Consell de Seguretat de l'ONU refermava la importància d'eliminar les armes de destrucció massiva iraquianes, de confirmar el desarmament de l'Iraq i que els responsables de l'anterior règim iraquià rendissin comptes pels seus presumptes crims i atrocitats. A més, en aquesta resolució reconeixia l'autoritat, la responsabilitat i les obligacions dels Estats Units i el Regne Unit com potències ocupants sota un comandament unificat i instava a tots els Estats membres de l'ONU a col·laborar per a la reconstrucció i rehabilitació de la infraestructura econòmica del país.
El conflicte va ser breu, i amb mínimes baixes per als exèrcits invasors, degut en part a l'enorme desigualtat entre els exèrcits implicats: com a conseqüència d'una dècada d'embargament, l'Iraq mancava de defenses antiaèries, i el seu exèrcit i economia estaven en pèssimes condicions. En cap moment del conflicte l'exèrcit iraquià va utilitzar res que s'assemblés a una arma de destrucció massiva, tot i que, curiosament, si que va emprar vestits per protegir-se d'atacs realitzats amb aquest tipus d'armes.
Durant les operacions militars oficials de la invasió van morir 140 nord-americans i 33 britànics. Pel que fa al bàndol iraquià no se sap amb exactitud però es calcula que diversos milers.
El 16 d'octubre d'aquest mateix any, el Consell de Seguretat de l'ONU, davant dels fets consumats, va autoritzar a una força multinacional sota comandament unificat a prendre les mesures necessàries per a contribuir al manteniment de la seguretat i l'estabilitat de l'Iraq i instava els Estats membres que prestessin la seva assistència, incloses explícitament les forces militars, a aquesta força multinacional.

### Danys als civils
El procés d'invasió va produir múltiples baixes civils a pesar de la utilització dels cridats "míssils intel·ligents", el que per a uns és considerat un fracàs de la seva capacitat, i per a altres danys col·laterals inevitables en tot conflicte militar.
La revista britànica "The Lancet" xifrava a l'octubre de 2004 en més de 100.000 les baixes iraquianes des de la invasió fins a un any i mig després, la immensa majoria d'elles civils. En aquestes xifres /s'inclou a les víctimes d'atacs i als afectats per malnutrició i malalties derivades de la destrucció d'infraestructures civils, com les de distribució de llum i aigua o els hospitals. Aquestes xifres han estat criticades pel govern anglès per utilitzar tècniques de projecció i interpolació que prenen tot l'Iraq com una única zona i estimar que els bombardejos es van produir també en totes les àrees en lloc de territoris molt localitzats.
A part, s'ha denunciat i provat l'ús d'armes prohibides per l'exèrcit nord-americà, tals com bombes gotim llançades sobre Bagdad o les bombes incendiàries llançades contra la ciutat de Fal·luja.
Molts habitatges civils i alguns hospitals van ser afectats per la pluja de foc i algunes ambulàncies van patir l'atac de projectils de l'exèrcit nord-americà.
Addicionalment, museus i edificis considerats Patrimoni Històric de la Humanitat es van veure afectats per les explosions o van ser saquejats enmig del caos durant el setge i la posterior presa de Bagdad. La majoria de fonts estimen que és molt probable que els soldats americans fessin els ulls grossos davant els saquejos o fins i tot participessin en ells. Les tropes nord-americanes van matar, segons ells accidentalment, diversos periodistes, entre ells, el càmera de televisió José Couso de la cadena espanyola Telecinco i l'ucraïnès Tares Protsiuk de l'agència de notícies Reuters, que van morir pel tret d'un tanc nord-americà contra l'Hotel Palestina, on era sobradament conegut que s'allotjava la premsa internacional.

### Abusos de les tropes aliades
El 2003 la presó d'Abu Ghraib va prendre notorietat internacional arran de les denúncies i publicacions de fotografies que testimoniaven tortures a la presó d'Abu Ghraib. El 17 de març del 2013, el diari El País va publicar un vídeo on es podia veure a soldats de les Forces Armades d'Espanya apallissant a uns iraquians detinguts a la Base España de Dimuaniya els primers mesos del any 2004. Els fets de Hamdania són els crims comesos per membres del Cos de Marines dels Estats Units d'Amèrica en relació amb la mort, durant un tiroteig, d'un home iraquià no armat el 26 d'abril de 2006 a Al Hamdania, un petit poble a l'oest de Bagdad i prop d'Abu Ghraib.

## Després de la guerra

### La postguerra
Després de la caiguda del règim de Saddam Hussein, la coalició liderada per Estats Units va proclamar la seva victòria. La primera mesura de les forces ocupants va ser la dissolució de l'exèrcit i la policia iraquianes, cosa que va provocar greus problemes d'inseguretat.
Tot i l'èxit militar de la invasió en si, s'ha produït una llarga postguerra que dura fins a l'actualitat i l'exèrcit ocupant ha sofert gran quantitat de baixes entre morts i ferits en un continu degoteig a les mans de la resistència iraquiana i de grups estrangers vinguts a combatre contra els americans. El nombre de baixes dels ocupants durant la postguerra ja supera les baixes sofertes durant la invasió. Les baixes de la resistència no tenen una xifra oficial, però es calcula que multipliquen per deu a les aliades. El terrorisme islamista radical ha utilitzat la invasió i posterior ocupació de l'Iraq com a argument en els seus atacs arreu del món, en especial a Madrid (11-M) i Londres (7-J). Actualment, tots els països que van enviar tropes d'invasió o ocupació a aquest país segueixen en la llista d'objectius de l'organització terrorista Al-Qaeda i estan sota amenaça d'atac.

### Situació mundial després de la guerra
Després de la guerra el sentiment en contra d'aquesta va seguir persistent en tot moment i l'anomenat sentiment antiamericà es va fer patent a molt llocs del planeta. L'escàndol que va sorgir sobre les tortures de presos Iraquians en presons nord-americanes, el d'un vídeo protagonitzat per un soldat que es "mofava" cantant de la mort d'uns nens iraquians i les declaracions de molts soldats retirats de la guerra que en relataven la duresa va fer que l'octubre de 2006 un de cada tres nord-americans es mostrava favorable a la retirada de les seves tropes de l'Iraq. Aquest mateix mes es publicava un article a The Lancet on es deia que ja eren 300.000 els iraquians morts a causa de la guerra i la posterior post-guerra. El 4 de novembre de 2006, Bush va reconèixer que una de les raons per quedar-se a l'Iraq era el petroli, si els Estats Units no es quedaven a l'Iraq el petroli acabaria en mans dels terroristes.
El Japó va integrar-se l'any 2004 en les tropes de la coalició aliades d'ocupació, sent la primera missió a l'estranger del Japó des de la Segona Guerra Mundial.
El 5 de novembre del 2006 la sèrie de dibuixos animats The Simpsons oferia un capítol on es mostrava el rebuig per la guerra.

### Judici a Saddam
Saddam va ser jutjat a l'Iraq acusat de diferents atacs contra la humanitat i de múltiples assassinats. Aquest procés ha estat fortament criticat per alguns col·lectius d'advocats i juristes de diverses parts del món. En especial aquests col·lectius han denunciat el fet que tres dels advocats defensors de Saddam Hussein hagin estat assassinats durant el transcurs del procés. Així mateix també han denunciat que dos membres del tribunal (entre ells el president) hagin renunciat al seu càrrec durant el procés denunciant pressions per part de les autoritats.
El 5 de novembre de l'any 2006 Saddam Hussein era condemnat a mort, i va ser penjat a la forca el 30 de desembre de 2006. L'endemà se'l va enterrar a Ajoua, prop de Tikrit (Iraq).